# Engler Péter
Engler Péter (Székesfehérvár, 1954. október 6. –) magyar geodéta, építőmérnök, főiskolai docens, tanszékvezető a Nyugat-magyarországi Egyetem, Geoinformatikai Karának Fotogrammetria és Távérzékelés Tanszékén.

## Pályafutása
Általános- és középiskolai tanulmányait szülővárosában végezte el. 1973-ban a József Attila Gimnáziumban érettségizett fizika–kémia tagozaton. Az érettségit követően az Erdészeti és Faipari Egyetem Földmérési és Földrendezői Főiskolai Karán végzett földmérőmérnökként. 1973 és 1976 között tanult az Erdészeti és Faipari Egyetem Földmérési és Földrendezői Főiskolai Karon. A főiskolát elvégezve besorozták katonának. A sorkatonai szolgálatot követően építőmérnöki oklevelet szerzett a Budapesti Műszaki Egyetem Építőmérnöki Karán földmérő szakon. 1987-ben műszaki doktori címet szerzett.
Szakmai pályafutását 1976-ban kezdte műszaki ügyintézőként a Budapesti Geodéziai és Térképészeti Vállalat Fotogrammetriai Osztályán és ez év szeptember 16-i napjától oktatói feladatokat kezdett ellátni az Erdészeti és Faipari Egyetem Földmérési és Földrendezői Főiskolai Kar Fotogrammetria és Topográfia Tanszékén. 1976 és 1982 között szakoktatóként, 1982 és 1984 között tanszéki mérnökként, 1984 és 1988 között főiskolai tanársegédként, 1988 és 1993 között főiskolai adjunktusként és 1993 óta főiskolai docensként fejti ki tanári munkáját a felsőoktatási intézményben távérzékelés, topográfia, fotóinterpretáció és fotogrammetria tárgyak oktatásában.
1993 és 2001, illetve 2004 és 2006 között általános és oktatási főigazgató-helyettese a GEO-nak. 2006-tól oktatási és 2010-től általános és oktatási dékánhelyettese 2011-ig az intézménynek. A Fotogrammetria és Távérzékelés Tanszék tanszékvezetője 2001 óta. Engler Péter kezdetektől a kar nyomdájában is dolgozott, majd átvette a műszaki vezetői feladatokat.
2019 január végén nyugdíjba vonult.

## Kötetei (válogatás)
- Légifelvételek és multispektrális anyagok információtartalmának összehasonlító vizsgálata / Engler Péter. 1986. 184 fol.
- Self-evaluation : University of Forestry and Wood Sciences, Sopron, Hungary : [for] Society of American Foresters : May, 1995 / [on behalf of András Winkler, rector... by Mihály Ágfalvi, Szabolcs Csepregi, Péter Engler, Ferenc Facskó, Sándor Faragó, Zsolt Kovács, László Molnár, László Szendrődi, Margit Tamásiné Bánó, László Tolvaj, Ilona Wesztergom.] Sopron : Erdészeti és Faipari Egyetem, 1995.
- Fotogrammetria I. : A földmérő és térinformatikai technikus szakképzés tankönyve / szerző Engler Péter. Budapest : FVM Vidékfejlesztési, Képzési és Szaktanácsadási Int., 2007. 161 p. ill.
- Fotogrammetria II. : A földmérő és térinformatikai technikus szakképzés tankönyve / szerző Engler Péter. Budapest : FVM Vidékfejlesztési, Képzési és Szaktanácsadási Int., 2007. 165 p. ill.
- Piros alma mater : a kezdetektől a mesterképzésig a GEO-ban, 1962-2009 / fel. szerk. Engler Péter. Székesfehérvár : Nyugat-magyarországi Egyetem Geoinformatikai Kar, 2009. 109 p. ill.,
- 50 éves a GEO, [elektronikus dokumentum] / [közr.] Nyugat-magyarországi Egyetem Geoinformatikai Kar ; [szerk. Ágfalvi Mihály, Busics György, Engler Péter, Németh Gyula]. Székesfehérvár : NymE GEO, 2012 1 DVD 19 cm + Mell. (23 p.)[4]

## Kitüntetései és elismerései
- Egyetem Kiváló dolgozója (1995, EFE)
- Felsőoktatásért Emlékplakett (Oktatási Minisztériumtól, 2003)
- ITSZB[5] Díj (2007)
- Egyetem Kiváló Oktatója (2010, NYME)
- Egyetemi Főtanácsos (2011, NYME)